# Nyitramegyei Szemle
Nyitramegyei Szemle (česky: Obzor nitranské župy) byl nitranský týdeník s křesťanskou orientací vydávaný v letech 1892–1941.
Časopis založil János Tóth (1856-1907), profesor teologie v nitranském semináři. Po jeho smrti převzal vedení Lájos Franciscy, rektor Velkého semináře v čase, když v něm působil Jozef Tiso. Kromě jiných do časopisu přispívali také Michal Matunák, Ede Steffel a ve své rané kariéře také Tiso, který na požádání rektora publikoval své vzpomínky z války v serii článků Napló az északi harcterről (Deník ze severní fronty). Vzhledem k neexistenci slovenských novin v předválečné Nitře v něm publikovali také další slovenští knězi jako Štefan Beňáč, Jozef Hamaj, Alojz Marsina či Eduard Nécsey.
Pro svou podporu katolické Lidové strany byl týdeník (resp. jeho editor Lájos Franciscy) v devadesátých létech devatenáctého století obviňován z panslavizmu, i když se články nesly v duchu uherského/maďarského patriotizmu. V průběhu první světové války časopis zdůrazňoval slovenské vlastenectví v rámci jednotné uherské vlasti a koncem války kritizoval to, co viděl jako pokusy Čechů o rozbití slovensko-maďarské jednoty a snahu dovést Slováky k vzpouře a vlastizradě. V říjnu 1918 týdeník propagoval myšlenku federalizace Uherska po vzoru Spojených států amerických.
Jeho vydávání bylo v roce 1941 zastaveno Ministerstvem vnitra Slovenské republiky z důvodu protislovenské orientace.